# Municipio de San Juan Yatzona
El municipio de San Juan Yatzona (del zapoteco: ya, tzona ‘cerro, tres’‘Tres cerros’) es uno de los 570 municipios que conforman al estado mexicano de Oaxaca. Pertenece al distrito de Villa Alta, dentro de la Región Sierra de Juárez. Su cabecera es la localidad de San Juan Yatzona.

## Geografía
El municipio abarca 19.85 km² y se encuentra a una altitud promedio de 1300 m s. n. m., oscilando entre 1800 y 400 m s. n. m.
Colinda al norte con los municipios de Santiago Camotlán, al este con San Ildefonso Villa Alta, al sur con Santa María Temaxcalapa y Villa Talea de Castro, y al oeste con Santiago Camotlán y Villa Talea de Castro.

### Fisiografía
El municipio pertenece por completo a la subprovincia de las sierras orientales, dentro de la provincia de la Sierra Madre del Sur. Su territorio lo abarca el sistema de topoformas de la Sierra alta compleja.

### Hidrografía
San Juan Yatzona pertenece a la subcuenca del río Playa, dentro de la cuenca del río Papaloapan, que pertenece a la región hidrológica del Papaloapan. El municipio es irrigado por el río Santo Domingo.

## Clima
El clima del municipio es semicálido húmedo con abundantes lluvias en verano en el 52% de su territorio, cálido húmedo con abundantes lluvias en verano en el 35% y semicálido húmedo con lluvias todo el año en el 13% restante. El rango de temperatura promedio es de 18 a 24 grados celcius, el promedio máximo es de 28 a 30 grados y el promedio mínimo de 10 a 12 grados. El rango de precipitación promedio es de 1500 a 1800 mm, con meses de lluvia de diciembre a mayo.

## Demografía
De acuerdo al último censo, realizado por el INEGI en 2010, en el municipio habitan 452 personas, repartidas entre 2 localidades. Del total de habitantes de San Juan Yatzona, 403 dominan alguna lengua indígena.

### Grado de marginación
De acuerdo a los estudios realizados por la Secretaría de Desarrollo Social en 2010, el 57% de la población vive en condiciones de pobreza extrema. El grado de marginación del municipio es Medio. En 2014 el municipio fue incluido en la Cruzada nacional contra el hambre.

## Política
El municipio se rige mediante el sistema de usos y costumbres, eligiendo gobernantes cada año de acuerdo a un método establecido por las tradiciones de sus antepasados.